# Résolution 432 du Conseil de sécurité des Nations unies
Membres permanents
- Chine
- États-Unis
- France
- Royaume-Uni
- URSS

Membres non permanents
- Allemagne de l'Ouest
- Bolivie
- Canada
- Gabon
- Inde
- Koweït
- Mauritanie
- Nigéria
- Tchécoslovaquie
- Venezuela

Résolution no 431 Résolution no 433
La résolution 432 du Conseil de sécurité des Nations Unies, adoptée à l'unanimité le 27 juillet 1978, après avoir réaffirmé les résolutions précédentes sur le sujet, notamment la résolution 385 (1976), a exhorté l'Afrique du Sud à respecter l'intégrité territoriale de la Namibie et a appelé à la pleine intégration de Walvis Bay à la Namibie. La ville était directement administrée par l’Afrique du Sud,.

## Voir également
- Liste des résolutions du Conseil de sécurité des Nations unies adoptées en 1978